# Dudinka

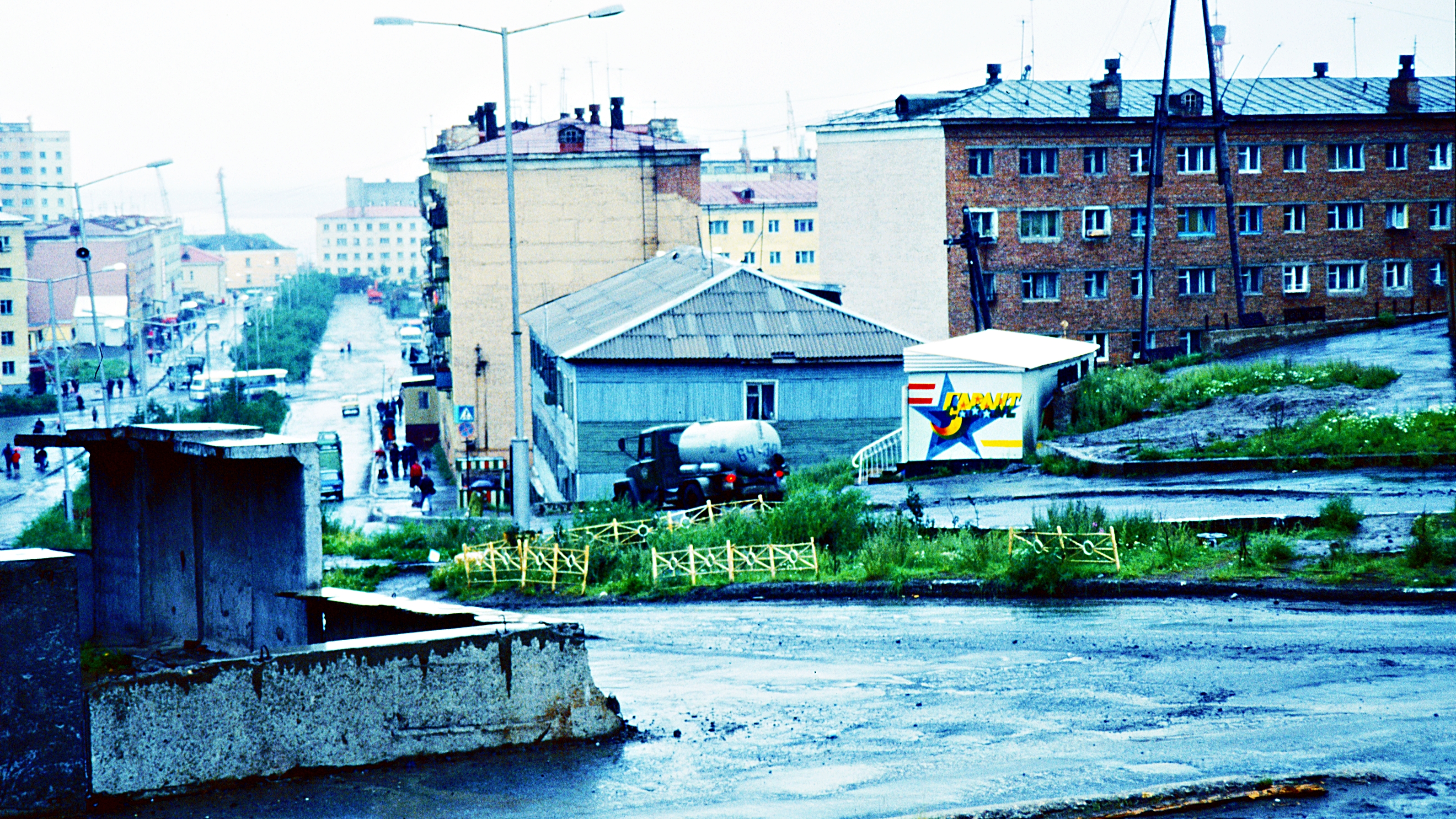
Blick vom höher gelegenen Wohnviertel auf die Ulitsa Begicheva in Richtung Hafenbezirk am Jenissejufer im Jui 1996

Dudinka (russisch Дудинка) ist eine Stadt mit künstlich freigehaltenem, eisfreiem Hafen im Norden des Westsibirischen Tieflands, jeweils im Norden der Region Krasnojarsk, von Sibirien und Russland (Asien). Sie hat 22.175 Einwohner (Stand 14. Oktober 2010).
Die Stadt war bis zu dessen Auflösung das Verwaltungszentrum des Autonomen Kreises Taimyr in Nordsibirien. Sie wurde 1667 als Wintersiedlung am Jenissei gegründet und erhielt 1951 das Stadtrecht. Die Stadt trägt ihren Namen zu Ehren des Pelzhändlers Dudin, der im 17. Jahrhundert hier das erste Blockhaus baute.

## Geographische Lage
Dudinka liegt rund 300 km nördlich des nördlichen Polarkreises im Nordostteil des Westsibirischen Tieflands. Es befindet sich nordwestlich des Lontokoiski-Kamen-Gebirges (max. 760 m), dem äußeren Nordwestausläufer des Mittelsibirischen Berglands an der Mündung der von Südosten aus dem Gebirge kommenden Dudinka in den Jenissei. Über den Unterlauf des Jenissei, einen der längsten Flüsse der Erde, besteht Verbindung zur im Nordpolarmeer befindlichen Nordostpassage. Etwas nordöstlich der Stadt geht das Westsibirische Tiefland nahtlos in das Nordsibirische Tiefland über. Etwa 100 km östlich von Dudinka befindet sich die Industriestadt Norilsk.

## Verkehr und Einreisebeschränkungen
Die Stadt besitzt einen Seehafen am Ufer des Jenissei, welcher das östlich gelegene Industriezentrum Norilsk an die Nordostpassage anbindet. Heute darf Dudinka von Ausländern nur mit einer Sonderbewilligung betreten werden. Die Zahl geschlossener Städte wurde seit Mitte der 1990er-Jahre zwar stark reduziert, doch seit 2001 wurde das Reisen für Ausländer in die Städte Norilsk und Dudinka sowie die ehemals selbständigen, seit 2004 nach Norilsk eingemeindeten Städte Talnach und Kajerkan wieder eingeschränkt.

## Wirtschaft

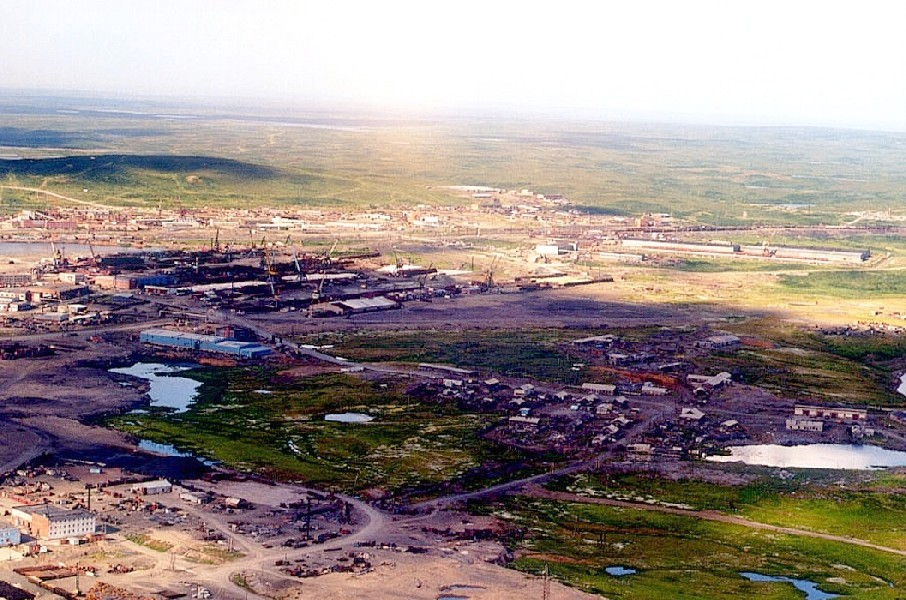
Hafenanlage von Dudinka

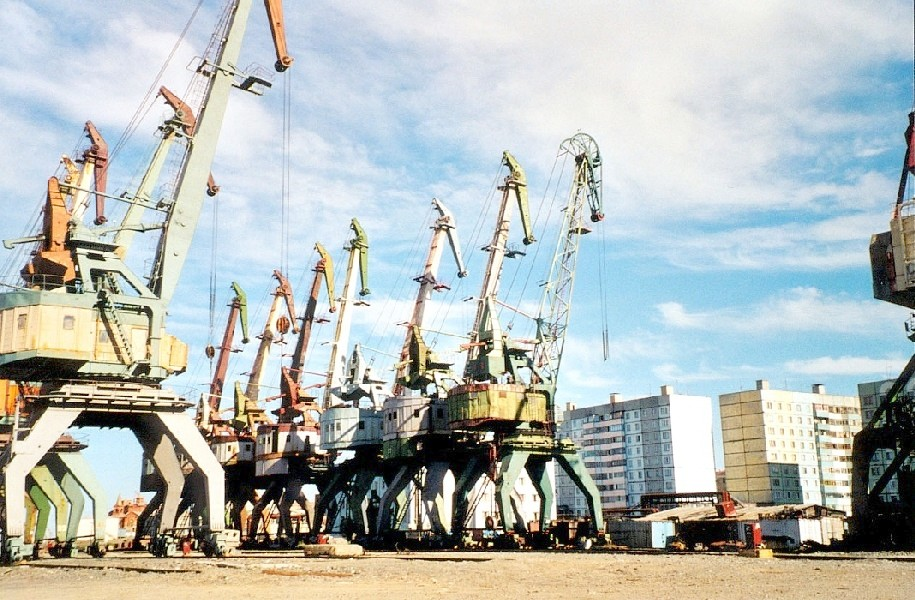
Verladekräne im Hafen von Dudinka

Der Hafen von Dudinka gehört zum Unternehmen Norilsk Nickel und ist sowohl Meer- als auch Flusshafen. Der Hafen liegt am rechten Ufer des Jenissei und 350 km von der Mündung in den Jenissei-Golf. Im Hafen sind zwei Kanäle die durch die Insel Kabatskim getrennt werden. Der eine ist mit 12 bis 33 m Tiefe und bis zu 2 km Breite schiffbar, der andere ist mit einer Tiefe zwischen zwei und zehn Metern nicht schiffbar. Der Hafen ist durch die Straße A-382 und die Norilsker Eisenbahn mit Norilsk verbunden.
Seit 1978 wird die Schifffahrt nach Dudinka das ganze Jahr über mit Eisbrechern ermöglicht. Nur jeweils im Juni findet keine Schifffahrt statt, da die Eisschmelze den Fluss ca. 15 m ansteigen lässt. Sämtliche Hafenanlagen sind dann überschwemmt. Alle Hafenkräne werden vorher demontiert und für diesen Zeitraum in sicherer Entfernung gelagert (siehe Foto).
In Dudinka werden etwa 4,5 Millionen Tonnen Güter, hauptsächlich Metalle umgeschlagen und nach Murmansk verschifft.

## Bauwerke

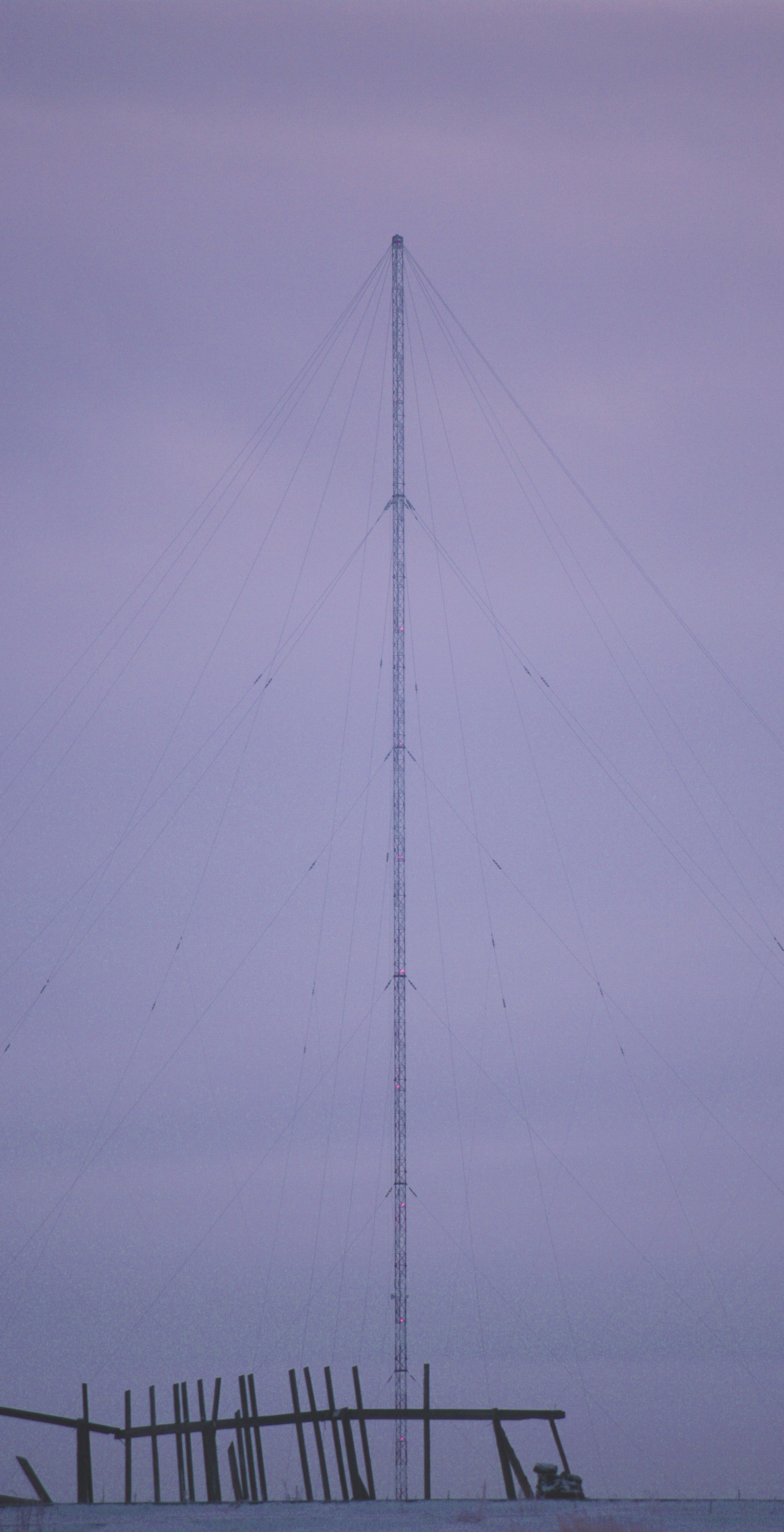
Tschaika-Sendemast bei Dudinka

Etwa 20 Kilometer südöstlich von Dudinka befand sich ein 462 Meter hoher Sendemast, der für das Tschaika-Funknavigationssystem errichtet wurde. Er stellte eine geerdete Stahlfachwerkkonstruktion mit dreieckigem Querschnitt, ausgestattet mit einer Reusenantenne, dar. Am 24. September 2009 wurde der baufällige Sendemast gesprengt.

### Bevölkerungsentwicklung
| Jahr | Einwohner |
| ---- | --------- |
| 1939 | 3.568     |
| 1959 | 16.332    |
| 1970 | 19.701    |
| 1979 | 24.758    |
| 1989 | 32.325    |
| 2002 | 25.132    |
| 2010 | 22.175    |

Anmerkung: Volkszählungsdaten

## Söhne und Töchter der Stadt
- Olga Martynova (* 1962), Lyrikerin, Essayistin und Übersetzerin
- Pjotr Kutscherenko (1977–2023), Politiker
- Pjotr Jan (* 1993), Mixed-Martial-Arts-Kämpfer

## Klimatabelle
In Dudinka herrscht ein strenges subarktisches Klima (Dfc) mit kurzen, kühlen Sommern und langen, eisigen, dunklen, schneereichen Wintern.
|                       | Jan   | Feb   | Mär   | Apr   | Mai  | Jun | Jul  | Aug  | Sep | Okt   | Nov   | Dez   |   |       |
| Mittl. Tagesmax. (°C) | −25,8 | −23,8 | −19,6 | −11,0 | −2,8 | 6,8 | 17,5 | 14,0 | 5,8 | −5,7  | −19,2 | −23,9 | ⌀ | −7,2  |
| Mittl. Tagesmin. (°C) | −30,2 | −28,4 | −25,6 | −25,0 | −9,6 | 2,8 | 8,1  | 7,2  | 1,2 | −10,3 | −23,6 | −28,3 | ⌀ | −13,4 |
|                       |       |       |       |       |      |     |      |      |     |       |       |       |   |       |
| Niederschlag (mm)     | 12    | 11    | 9     | 10    | 12   | 29  | 32   | 49   | 33  | 28    | 18    | 13    | Σ | 256   |
|                       |       |       |       |       |      |     |      |      |     |       |       |       |   |       |
| Sonnenstunden (h/d)   | 0,0   | 1,2   | 4,2   | 6,8   | 7,7  | 8,1 | 10,3 | 7,11 | 2,8 | 1,2   | 0,2   | 0,0   | ⌀ | 4,2   |
|                       |       |       |       |       |      |     |      |      |     |       |       |       |   |       |
| Regentage (d)         | 12    | 10    | 10    | 9     | 7    | 9   | 8    | 10   | 11  | 14    | 14    | 14    | Σ | 128   |
|                       |       |       |       |       |      |     |      |      |     |       |       |       |   |       |
| Luftfeuchtigkeit (%)  | 75    | 75    | 76    | 75    | 80   | 76  | 69   | 78   | 82  | 84    | 79    | 77    | ⌀ | 77,2  |

| −30,2 |

| −28,4 |

| −25,6 |

| −25,0 |

| −9,6 |

| 2,8 |

| 8,1 |

| 7,2 |

| 1,2 |

| −10,3 |

| −23,6 |

| −28,3 |

| −30,2 |

| −28,4 |

| −25,6 |

| −25,0 |

| −9,6 |

| 2,8 |

| 8,1 |

| 7,2 |

| 1,2 |

| −10,3 |

| −23,6 |

| −28,3 |